# ハインツ ベイクドビーンズ
ハインツ・ベイクド・ビーンズ（英語：Heinz Baked Beans）は、ハインツが製造するベイクドビーンズのブランドである。イギリスでは2008年から「ハインツ・ビーンズ（Heinz Beanz）」として販売されている。

## 歴史

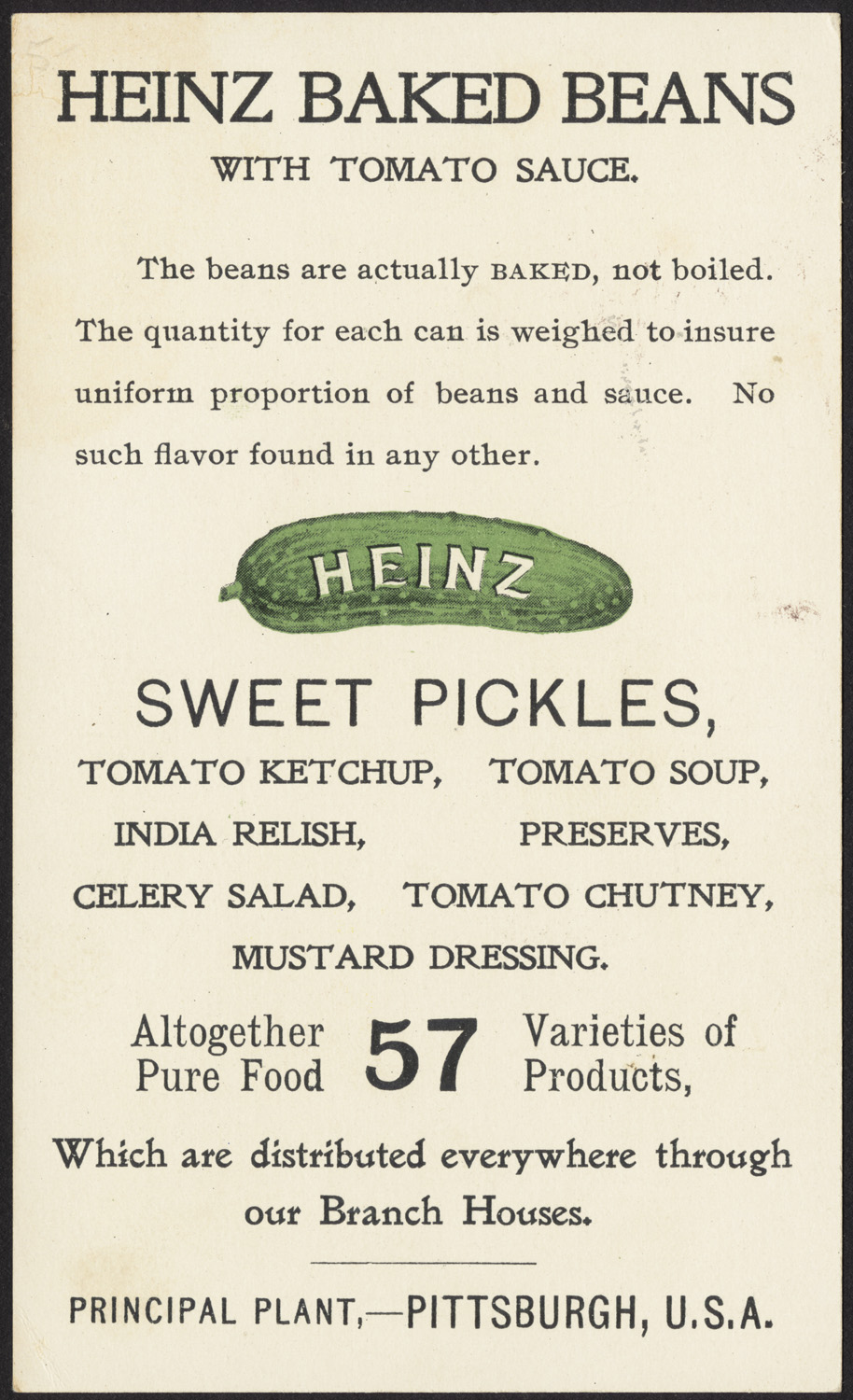
19世紀のハインツ57のトレードカード。ビーンズやハインツ・ピクルスなど、さまざまな製品を宣伝している。

1886年、ハインツ・ベイクド・ビーンズはロンドンの百貨店「フォートナム&メイソン」で初めて販売された。ハインツ社は1896年にロンドンに初の海外事務所を開設すると、1905年にはロンドン南部のペッカム（英語: Peckham）に初の英国工場を、続いて1919年にはロンドン北西部のハールズデン（英語: Harlesden）に二番目の工場を建設した。1946年にはウィガン近郊のスタンディッシュ（英語: Standish）の旧軍需工場で生産を開始。1958年には、同じくウィガン近郊のキット・グリーン（英語: Kitt Green）に新工場がオープンした。
1941年から1948年にかけて、食糧省（英語: Ministry of Food）は戦時配給（英語: Rationing in the United Kingdom）制度の一環として、ハインツ・ベイクド・ビーンズを「必需食品」に分類した。
ハインツのキット・グリーン工場は食料品工場として欧州随一の規模を誇り、毎年100万個以上の缶詰を生産している。

## キャッチコピー
1967年、ハインツは「Beanz Meanz Heinz（豆といえばハインツ）」というスローガンで広告キャンペーンを開始した。このキャッチフレーズは広告会社役員のモーリス・ドレイク（英語: Mo Drake）が考案したもので、英国で最も有名な広告スローガンのひとつとなった。ドレイクは後に、このスローガンは「モーニントン・クレセントのビクトリア・パブで2パイントのビールを飲みながら書いた」と語っている 。ドレイクは2021年8月22日、93歳で亡くなった。
1998年、ハインツ・ベイクド・ビーンズは、ミレニアムの最後の10年を最もよく表していると英国市民が考える12のブランドのひとつに選ばれた。
2008年、「Heinz Baked Beans」は 「Heinz Beanz」へと改名された。同社によると、元の名称が「少し発音しづらかった」ためである。
2016年、空き缶を楽器として使う広告キャンペーンが、安全性を理由に広告基準局（英語: Advertising Standards Authority (United Kingdom)）によって禁止された。

## BPAを巡る申し立て
2001年、英国食品基準庁は、ハインツのベイクドビーンズ缶が、内分泌攪乱物質であるビスフェノールA（BPA）に汚染されている有名な缶詰製品のひとつであることを発見した。この化学物質は、缶詰を覆う皮膜の一部として使用されている。これに対しハインツ社は、「英国および欧州の食品当局は、缶コーティング剤に含まれる微量のBPAは安全であると述べていますが、ハインツ社は引き続き代替品への移行に全力を尽くす」と述べた 。英国ハインツ社は2019年までに、人気の高い豆類などほとんどの製品を非BPA缶に切り替えるとしている。

## 製造過程

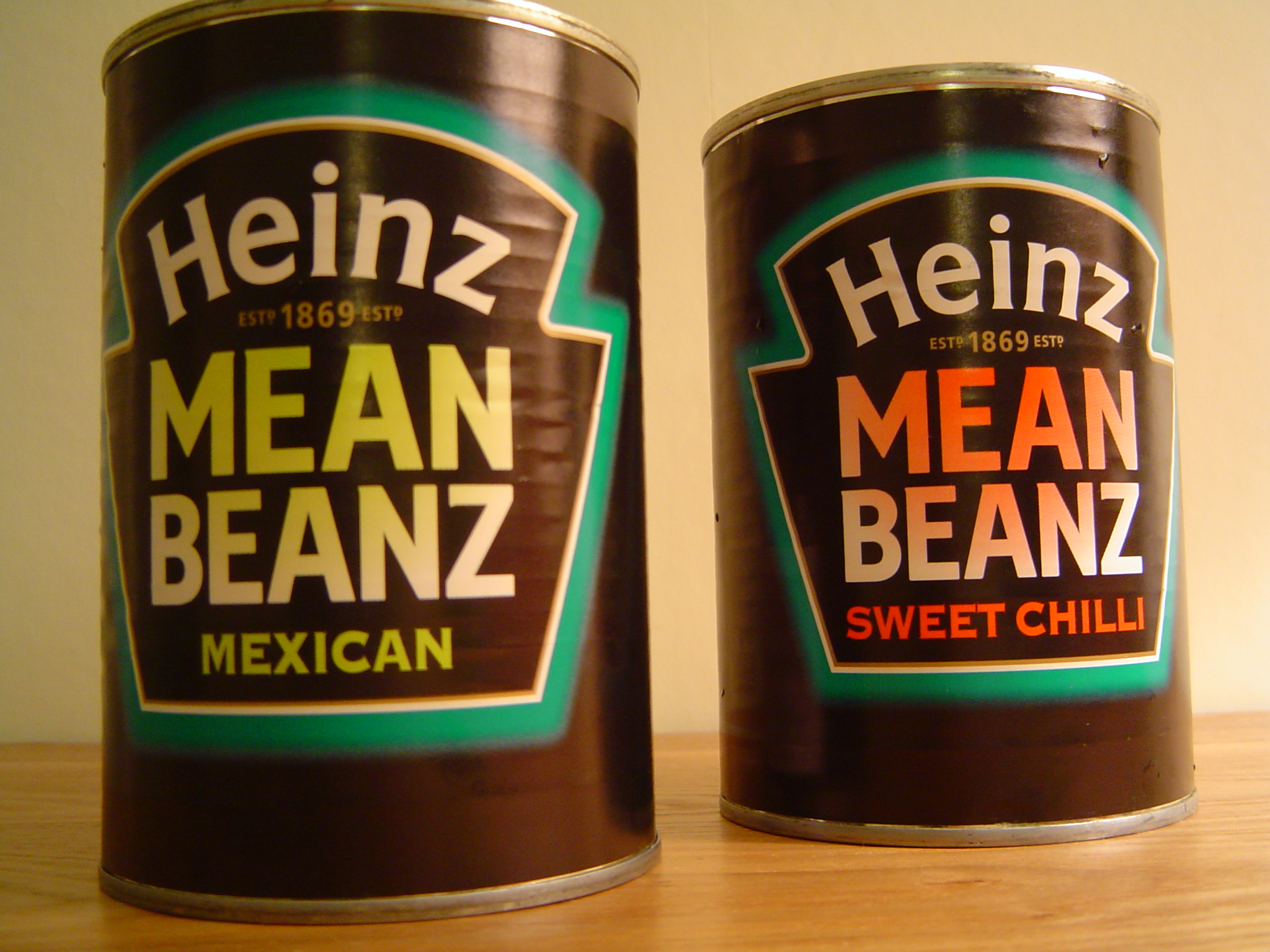
様々な味のHeinz beans

ハインツのベイクド・ビーンズは、生のシロインゲンマメとトマト・ソースを缶に封入し、大型の圧力鍋で加熱して製造される。こうすることで、ソースが濃厚になり、製品の賞味期限が長くなる。
標準的な415gの缶詰には平均465粒の豆が入っている。

## Beanz Museum
ハインツは2019年8月30日から9月1日にかけて、ロンドンのコヴェント・ガーデンにポップアップ展示としてBeanz Museumを開館した。このミュージアムではハインツの150周年を記念して、ハインツ・ベイクド・ビーンズの歴史に関するインタラクティブな没入型展示が行われた。